# Сануси, Мухтар
Мухтар Абайоми Сануси (англ. Mukhtar Abayomi Sanusi; род. 13 марта 2002, Абеокута) — нигерийский футболист, нападающий.

## Биография
Выступал за клубы «Джой Комет» (2019—2020) и «Галадима» (2020) из низших дивизионов Нигерии.
Зимой 2021 года, после успешного прохождения просмотра, подписал трёхлетний контракт с «Динамо-Брест». В чемпионате Белоруссии дебютировал 20 марта 2021 года в матче против БАТЭ (0:0). Первый свой гол забил в Кубке Белоруссии 10 июля 2021 года против новополоцкого «Нафтана». В Высшей Лиге свой первый гол забил 29 августа 2021 года против «Витебска». 
В Кубке Белоруссии сыграл в двух матчах против «Витебска», в которых соперник по сумме двух матчей со счётом 1:2 прошёл в полуфинал. Сезон 2022 начал с ничьи против солигорского «Шахтёра», выйдя на замену в концовке матча. В июле 2022 года покинул клуб, расторгнув контракт по соглашению сторон.